# Kaukasiskt blåbär
Kaukasiskt blåbär (Vaccinium arctostaphylos) är en växtart i odonsläktet och familjen ljungväxter. Den beskrevs av Carl von Linné. Inga underarter finns listade i Catalogue of Life.

## Utbredning
Arten växer vilt från sydöstra Bulgarien till norra Iran och Kaukasus. Den odlas ibland som prydnadsväxt i andra delar av världen.